# Charlotte Dekoker
Charlotte Dekoker est journaliste, animatrice et productrice pour la radio et la télévision, en Belgique et en France, mais aussi écrivain. Elle anime notamment la matinale du week-end sur La 1ère RTBF. Elle est née le 9 décembre 1985.

## Biographie
Née à Sebourg (Nord de la France) dans une famille franco-belge, Charlotte Dekoker poursuit des études à Sciences Po Lyon où elle se spécialise dans le mécénat d'entreprise.
Elle travaille quelques mois à la Maison de la danse de Lyon, avant de rejoindre ADMICAL, une ONG française qui fait la promotion du mécénat. En 2015, elle en prend la direction.
En février 2017, elle rejoint l'équipe de C'est presque sérieux, sur La Première - RTBF, en tant que chroniqueuse. Elle quitte alors la direction d'Admical pour se consacrer pleinement à ses activités d'auteur.
À partir de septembre 2017, elle donne également ses chroniques dans l'émission matinale de La Première: les « Cafés serrés » aux côtés entre autres de Thomas Gunzig, PE, Bruno Coppens, et Fabrizio Rongione.
C'est lors de cette même rentrée 2017 que Charlotte Dekoker devient animatrice de télévision en France. Elle prend la succession de Jacques Legros à l'animation du magazine Terres de France, diffusé sur les chaines de télévision régionales.
Depuis juillet 2019, elle anime la matinale du week-end sur La 1ère : Week-end 1ère.

## Publications
- Bière qui coule n'amasse pas mousse, 2016[5], dans lequel elle réinvente l'origine des expressions françaises sous une forme surréaliste.
- Un supermarché nommé désir, novembre 2017.
- Tout sauf charmants, décembre 2024.

## Podcasts
- Les Trois petites cochonnes, 2021
- Personne ne résiste à Marie-Gabrielle, 2022, dans la série Noir Jaune Rouge, belgian crime story